# Ferula jaeschkeana
Ferula jaeschkeana es una especie de la familia de las apiáceas.  Es originaria de  Afganistán y Pakistán.

## Descripción
Alcanzan un tamaño de 2 m de altura. Raíz espesa de 3 cm de diámetro en las plantas más viejas. Loas tallos con la base fibrosa. Hojas grandes, de hasta 40 cm de largo, 2-3 pinnadas, pubescentes; las pinnas con segmentos oblongos, de hasta 10 cm de largo; el margen serrado. Base de la hoja oblonga, de hasta 12 cm de largo. Pétalos amarillos. Frutas ampliamente oblonga,de  15-18 mm de largo,  de color rojizo; con surcos. Frutas con ala menos de la mitad de la anchura de la semilla.

## Propiedades
Ferula jaeschkeana contiene la cumarina ferujol.

## Taxonomía
Ferula jaeschkeana fue descrita por Wilhelm Vatke y publicado en Index Seminum (Berlin) App. 2. 1876.
Sinonimia
- Ferula jaeschkeana var. parkeriana O.E.Schulz
- Peucedanum jaeschkeanum (Vatke) Baill.[3]